# Hippocastanoideae
Hippocastanoideae é uma subfamília de angiospérmicas pertencente à família Sapindaceae.

## Géneros
- Acer L. - bordos
- Aesculus L. - castanheiros-da-índia
- Billia Peyr.
- Dipteronia Oliv.